# Friedrich Killinger
Friedrich Ernst Heinrich Killinger (* 30. August 1848 in Gunzenhausen; † 12. Mai 1923 in München) war Offizier in der Bayerischen Armee und Kommandeur des 5. Chevaulegers-Regiments „Erzherzog Friedrich von Österreich“.

## Leben
Friedrich Killinger entstammte einer Familie, die ihren Namen nach ihrem Herkunftsort Killingen, Ortsteil von Ellwangen, ableitet. Die Herren von Killingen bewohnten im 14./15. Jahrhundert die Burg Killingen und waren verwandt mit den Herren von Herren von Röhlingen.

Wappen derer von Killingen nach dem Neuen Siebmacher (1911)

Er war der Sohn des Appellationsgerichtsadvokaten Julius Christian Friedrich Killinger (1799–1870) und dessen Ehefrau Doris Michael (1812–1862). Nach seiner Schulausbildung entschied er sich für eine militärische Laufbahn und wurde Junker im 2. Chevaulegers-Regiment „Taxis“. Am 18. Juni 1866 zum Unterlieutenant befördert, wechselte er in das 6. Chevaulegers-Regiment „Großfürst Constantin Nikolajewitsch“, wo er 1875 zum Premierlieutenant ernannt wurde. Killinger diente im Deutschen Krieg und auch im Deutsch-Französischen Krieg. Er wechselte wiederum die Einheit und wurde 1882 Rittmeister und Eskadronchef im 1. Chevaulegers-Regiment „Kaiser Nikolaus von Rußland“. 1889 wurde er kurzzeitig zum Reitlehrer an der Equitationsanstalt verwendet. 1889 wurde er vorübergehend als Leiter der Equitationsanstalt eingesetzt. Am 7. Februar 1891 zum Major befördert, kam er in den Stab des 6. Chevaulegers-Regiments in Bayreuth. Am 23. Mai 1895 wurde er Kommandeur des 5. Chevaulegers-Regiment „Erzherzog Friedrich von Österreich“. Diese Führungsfunktion übte er bis zum 20. Juni 1899 aus. 1896 wurde er zum Oberstleutnant, und 1898 zum Oberst befördert.
Am 1. August 1899 wurde er verabschiedet und lebte seitdem in München.
Er gehörte zum Freundeskreis des Theodor von Cramer-Klett.
Am 16. Juni 1886 hatte er in Nürnberg mit Katharina Karolina Johanna Emilie Paraviso (1857–1924) die Ehe geschlossen. Sein einziger Sohn Friedrich Heinrich Theodor (* 1887) kam 1915 bei einem Bergunfall ums Leben.

## Auszeichnungen
- 1888 Verdienstorden vom Heiligen Michael IV. Klasse
- 1896 Königlicher Kronen-Orden (Preußen) III. Klasse
- 1897 Roter Adlerorden III. Klasse
- 1897 Militärverdienstorden (Bayern) I. Klasse
- 1897 Orden der Eisernen Krone II. Klasse